# Aiman Omarowa

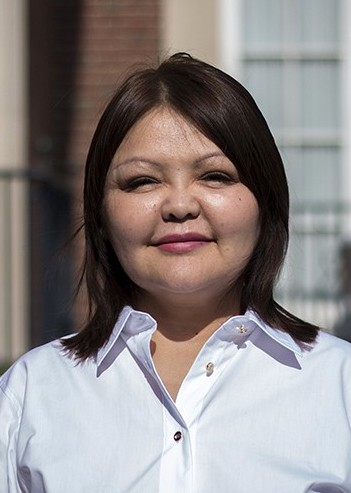
Aiman Omarowa (2018)

Aiman Omarowa (kasachisch Айман Омарова; geboren im Dschambulskaja oblast, Kasachische SSR, Sowjetunion) ist eine kasachische Rechtsanwältin und Menschenrechts-Aktivistin. Für ihren Einsatz für die Rechte von Frauen und Kindern und gegen deren sexuellen Missbrauch erhielt sie 2018 den International Women of Courage Award des Außenministeriums der Vereinigten Staaten.

## Leben
Omarowa wurde in einer kleinen Stadt im Gebiet Schambyl im Süden Kasachstans geboren. Sie arbeitete anfangs als Ermittlerin bei den Strafverfolgungsbehörden. Berufsbegleitend absolvierte sie ein zusätzliches Studium der Rechtswissenschaften. Omarowa ist heute Rechtsanwältin und Verteidigerin beim regionalen Gericht in Almaty. Sie gehört einem Expertenrat für Fragen des Menschenrechts unter dem Präsidenten der Republik Kasachstan an.
Omarowa hat zwei Kinder.

## Engagement und Ehrung
Omarowa ist als Anwältin in vielen Fällen von Vergewaltigung, Kindesmisshandlung und sexueller Belästigung in Gefängnissen tätig. Als Folge der patriarchalisch geprägten Gesellschaft ihres Heimatlandes, beklagt sie, dass Sexualverbrechen gegen Frauen forensisch und medizinisch nachlässiger überprüft sowie gerichtlich milder verurteilt werden. Zu ihren Klienten gehören auch politische Häftlinge.
Omarowa gründete in Kasachstan die Bewegung «#НеМолчи.kz» (Schweige nicht). In der politischen Zeitung «DAT» schreibt sie die Kolumne «Zona.kz», die sich mit den Themen Inhaftierung, Folter und Gewalt in Gefängnissen sowie Menschenrechten befasst.
Am 23. März 2018 erhielt Aiman Omarowa als erste kasachische Frau den “International Women of Courage Award”. Unter den zehn Ausgezeichneten des Jahres waren auch Frauen aus Afghanistan, Afrika und   aus Mittelamerika. Der Preis wurde ihnen von Melania Trump verliehen.
Es gab zahlreiche Versuche Omarowa zu bedrohen oder anonym zu verleumden. Sie arbeitet an einem Buch über sexuelle Belästigung.

### Zitat
„Es sind die Frauen, die sich gegen alle Widerstände erheben, die die Stille brechen, Frauen, die mich dazu inspirieren, weiterzumachen.“